# Малое Туманово

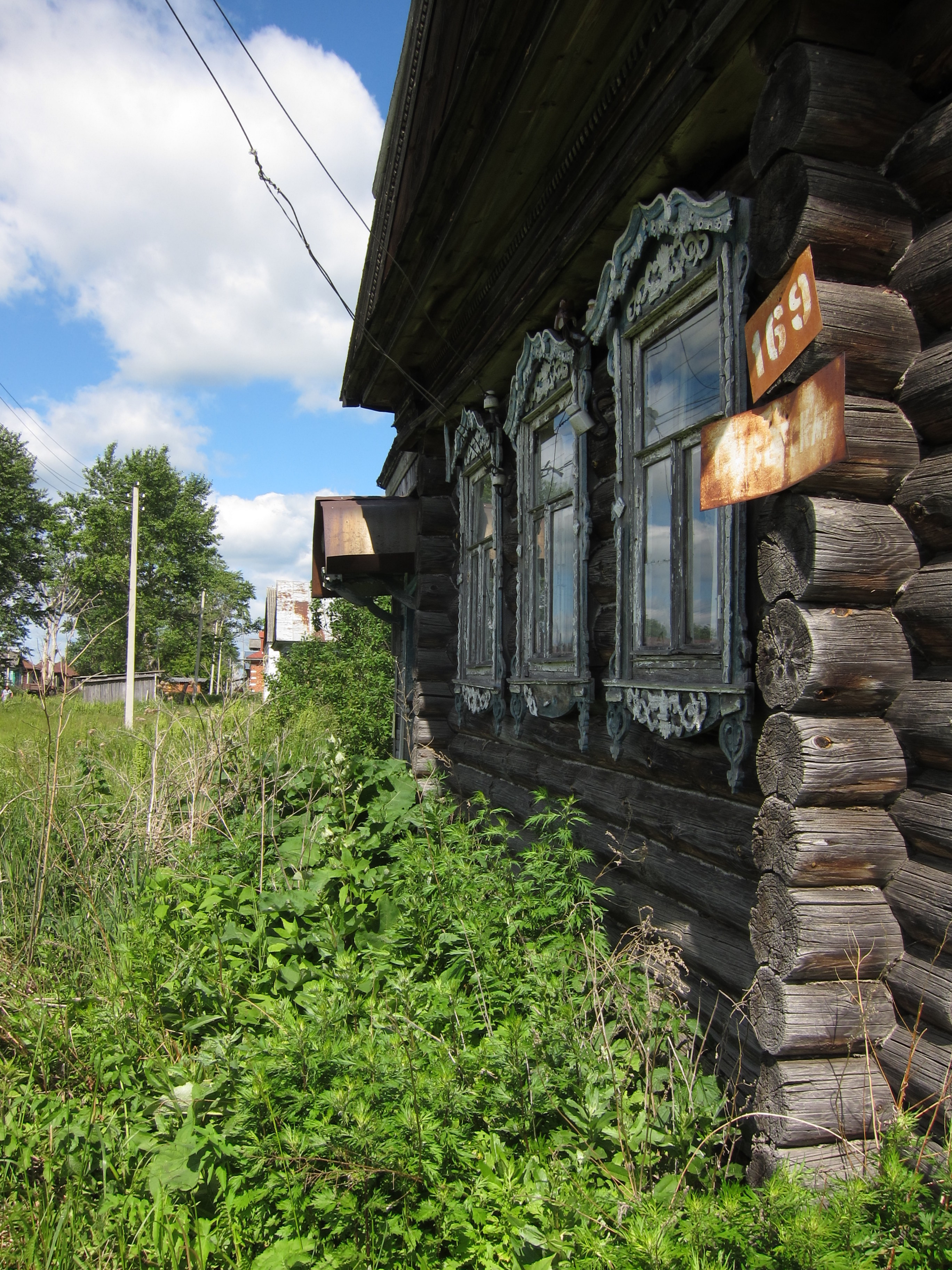
Дом в деревне

Тёша за Малым Тумановым

Ма́лое Тума́ново — деревня в Арзамасском районе Нижегородской области. Входит в состав Большетумановского сельсовета.. Вплотную прилегает к Большому Туманову.

## Население
| 1999 | 2002 | 2010 |
| ---- | ---- | ---- |
| 387  | ↘277 | ↘244 |